# Joachim Bandau
Joachim Bandau (* 18. April 1936 in Köln) ist ein zeitgenössischer deutscher Bildhauer, Maler, Grafiker und ehemaliger Hochschullehrer.

## Leben

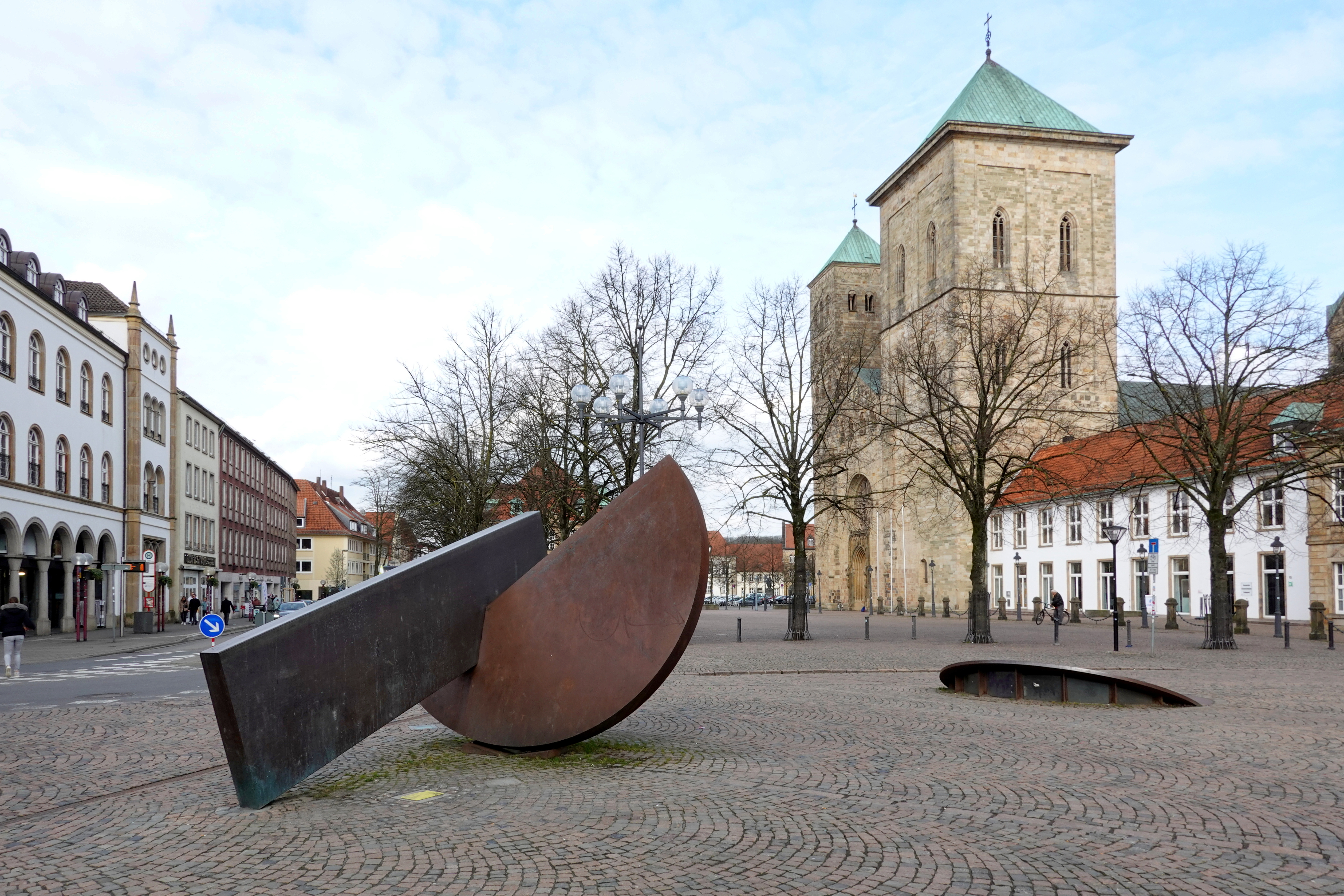
Plastik Toleranz. Gleiches Gewicht – Gleichgewicht (1998) auf dem Theatervorplatz in Osnabrück

Joachim Bandau wurde in Köln geboren. Von 1957 bis 1960 studierte er an der Staatlichen Kunstakademie Düsseldorf. Ab 1962 schuf er plastische Werke. 1966 gehörte er zu den Gründern der Künstlergruppe K 66. Seine erste Einzelausstellung hatte er 1967 in einer Galerie in Hamburg. Im folgenden Jahr verlieh ihm die Stadt Köln den Förderpreis für Plastik. 1973 erhielt er vom Kulturkreis des Bundesverbandes der deutschen Industrie ein Industriestipendium. 1977 war er auf der documenta 6 in Kassel mit motorgetriebenen Stahlblechskulpturen auf Rädern vertreten, die er während seines Stipendiums in Sindelfingen im Werk der Daimler-Benz AG angefertigt hatte. Von 1982 bis 1986 lehrte Bandau Bildhauerei an der Rheinisch-Westfälischen Technischen Hochschule Aachen. 1984 schuf er zusammen mit Victor Bonato die Troisdorfer Stadttore, die jeweils am Ende der Fußgängerzone in Alt-Troisdorf aufgestellt wurden. 1986 verlieh ihm die Berliner Akademie der Künste den Will-Grohmann-Preis. Von 1988 bis 2001 war er Professor für Bildhauerei an der Kunstakademie Münster. 1998 gewann er den Toleranz-Preis der Stadt Osnabrück. Seine Plastik Toleranz. Gleiches Gewicht – Gleichgewicht, die von der Herrenteichslaischaft gestiftet wurde, steht auf dem Vorplatz des Osnabrücker Theaters. Von ihm stammt auch das Mahnmal in der neuen Synagoge in Aachen sowie das Zentrale Denkmal Flucht und Vertreibung 1945 des Freistaats Bayern am Hallplatz in Nürnberg (1999).

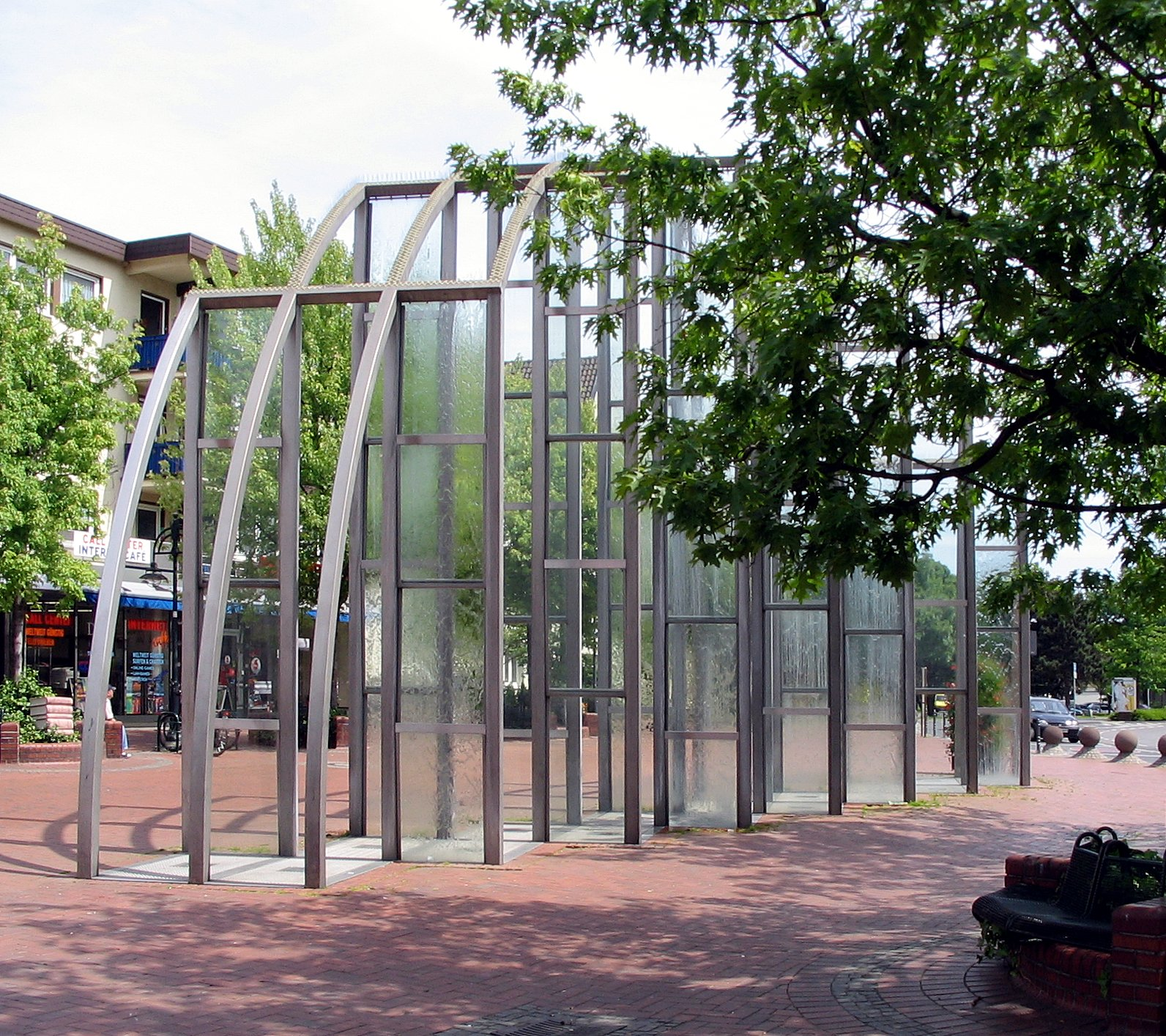
Troisdorfer Stadttor von Joachim Bandau und Victor Bonato

Bei Bandau studierten neben anderen Klaus Dauven, Wiltrud Föcking, Zandra Harms, Jupp Linssen, Olivia Seiling, Gerda Schlembach und Klaus Schmitt.
Joachim Bandau lebt und arbeitet in Aachen und Stäfa (Schweiz).

## Werke

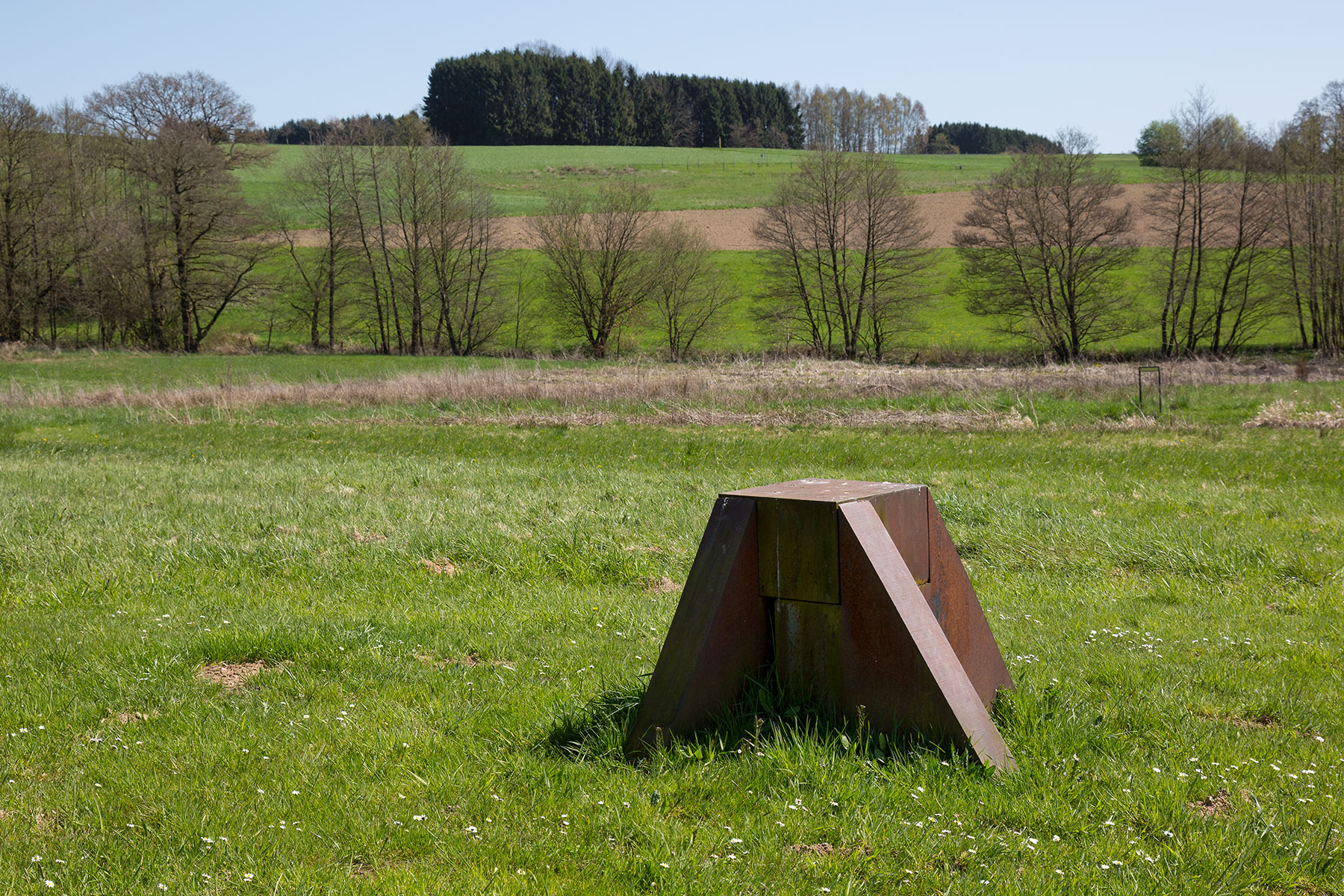
Joachim Bandau, ohne Titel, 1997, Höhe 89 cm Länge der Ausläufer 82 / 88 / 91 / 88 cm, Baustahl ST 37, massiv. Standort: im Tal (Skulpturenpark) zwischen Hasselbach und Werkhausen.

Nach seinem Studium in Düsseldorf schuf Joachim Bandau zunächst Skulpturen, vornehmlich aus Polyester, das er mit Glasfaser verstärkte, sowie aus Aluminium. Aus den Jahren zwischen 1976 und 1978 stammen seine Bunkerzeichnungen, zu denen er durch den Katalog zur Ausstellung Bunker Archéologie von Paul Virilio im Centre Georges Pompidou 1975 in Paris angeregt wurde. Ab 1978 widmete er sich wieder Plastiken, beispielsweise aus Blei über einem Holzkern oder aus Stahl und Gusseisen. 1983 kamen die Schwarz-Aquarelle hinzu, die er mit einem breiten japanischen Haarpinsel malt. Mehrere dieser Arbeiten gehören zu den Exponaten des Lentos-Kunstmuseums in Linz (Österreich). Am ersten gesamtdeutschen Skulpturenprojekt Gotha beteiligte sich Bandau mit der Plastik B-A-C-H, die 1992 vor dem Stammhaus der Familie Bach in Wechmar (Thüringen) errichtet wurde. Zwei seiner Bodenplastiken aus Baustahl platzierte er 1997 im Tal zwischen Hasselbach und Werkhausen.

## Einzelausstellungen (Auswahl)
- 1970 Kunstverein Kassel
- 1972 Kunsthalle Nürnberg
- 1975 Kunsthalle Köln
- 1979 Kunsthalle zu Kiel
- 1981 Neue Galerie, Sammlung Ludwig, Aachen
- 1987 Neuer Berliner Kunstverein
- 1990 Museum van Heedendagse Kunst, Antwerpen
- 1994 Staatliche Kunstsammlungen Dresden, Kupferstichkabinett
- 1996 Museum Ludwig, Köln
- 1998 Galerie Cora Hölzl, Düsseldorf
- 2001 Ludwig Forum für Internationale Kunst, Aachen
- 2003 Kunstverein Friedrichshafen
- 2005 Kunstraum Fuhrwerkswaage, Köln
- 2006 Couven–Pavillon, Aachen
- 2008 Galleria Arte Moderna et Contemporanea, Lisboa
- 2009 Sebastian Fath Contemporary, Mannheim
- 2010 Two Rooms Gallery, Auckland
- 2010 Patricia Sweetow Gallery, San Francisco
- 2010 Neues Museum – Staatliches Museum für Kunst und Design, Nürnberg
- 2011 Baukunst Galerie, Köln
- 2012 Nicholas Metevier Gallery, Toronto
- 2012 artmark Galerie, Wien
- 2012 Galerie Mark Müller, Zürich
- 2013 Pheobus Galerie, Rotterdam
- 2013 Patricia Sweetow Gallery, San Francisco
- 2013 Two Rooms Gallery, Auckland
- 2014 Artmark Galerie, Wien
- 2014 Super Dakota, Brussels